# 115449 Robson
115449 Robson este o planetă minoră (asteroid) din centura de asteroizi. A fost descoperită pe 14 octombrie 2003 la  de John J. McCarthy Observatory⁠(d). 
Obiectul prezintă o orbită caracterizată de o semiaxă mare de 2,7404751789514 UAi, o excentricitate de 0,12, o înclinație de 5,031 ° în raport cu ecliptica.